# Leuctra handlirschi
Leuctra handlirschi is een steenvlieg uit de familie naaldsteenvliegen (Leuctridae). De wetenschappelijke naam van de soort is voor het eerst geldig gepubliceerd in 1898 door Kempny.